# رود فيريل
رود فيريل (بالإنجليزية: Rod Ferrell)‏ هو قاتل متسلسل أمريكي، ولد في 28 مارس 1980 في موراي في الولايات المتحدة.